# Освета близанаца
Освета близанаца (енгл. Double Impact), или алтернативно Двоструки удар, амерички је акциони филм из 1991. године.
Главне улоге играју Жан-Клод ван Дам, Џефри Луис, Алан Скарф и Боло Јен. 
Радња филма говори о два брата близанца – Чеду и Алексу, раздвојеним у детињству након што су њихови родитељи убијени по налогу пословног партнера њиховог оца, господина Грифита. После 25 година, упознају се у Хонг Конгу и удружују снаге да се освете копиланима који су одузели животе њихових родитеља.

## Радња
У Хонг Конгу, амерички бизнисмен Пол Вагнер, његова супруга Кетрин и њихови шестомесечни близанци Чед и Алекс посматрају параду. Како се парада завршава, Пол и његов пословни партнер Најџел Грифит, са којим заједно воде Грифит Вагнер Ентерпрајзес, пењу се до подијума и отварају нови подморски тунел, Лука Викторија, који повезује острво Хонг Конг са копном. Те ноћи, када се Пол и Кетрин враћају кући са близанцима, Пол примећује уходу иза његовог аутомобила. Пол ово јавља свом пријатељу, пензионисаном војнику Френку Ејверију, чији су ауто уходе пропустиле пре неколико минута. Пол и Кетрин долазе до куће и виде да их чека заседа - група кинеских гангстера предвођених бруталним убицом Муном. Мун и његови људи убијају Пола и Кетрин, а желе да убију и близанце, али тада се појављује Френк и започиње пуцњаву са гангстерима. Френк је повређен, али успева да убије неколико разбојника и тешко повреди Муна. Видевши да су Пол и Кетрин мртви, Френк наређује Половој кинеској слушкињи да узме једно дете и побегне, он сам узима другог близанца и такође бежи са места напада. Трчећи кроз густиш, Френк је изненађен када види Најџела Грифита и локалног наркобоса Рејмонда Занга, како нестрпљиво чекају нешто. Френк схвата да Грифит и Зенг стоје иза напада на Полову породицу.
Вагнерова собарица оставља једног близанца, Алекса, у сиротишту у Хонг Конгу. Алекс одраста и, након што је напустио сиротиште, постаје познати шверцер из Хонг Конга и такође поседује махџонг клуб. Другог близанца, Чеда, Френк је одвео у Америку, у Лос Анђелес. Тамо су Френк и Чед отворили спортску школу у којој Чед предаје аеробик и карате.
Али после 25 година потраге, Френк коначно добија информације о судбини другог близанца Алекса и одлучује да је време да се браћа упознају, уједине и освете родитеље. Френк и Чед се укрцавају у авион и лете за Хонг Конг. Познанство Чеда и Алекса не иде глатко: Алекс сматра свог брата мекушцем и, штавише, љубоморан је на њега због своје девојке Данијел.
Френк говори браћи да је њихов отац, Пол Вагнер, градио тунел. Када је тунел био напола изграђен, Пол је упао у финансијске потешкоће и узео је Најџела Грифита за пословног партнера, који му је понудио велику суму новца. Грифит је заузврат тајно примио новац од мафијаша Рејмонда Зенга. Када је тунел завршен, Грифит и Зенг су одлучили да се отарасе Пола и поделе приход од тунела између себе.
Близанци започињу рат са Грифитом и Зенгом, прво дижући у ваздух Зенгову лабораторију дроге, а затим организујући покушај атентата на њега и Грифита у ноћном клубу. Данијел, у међувремену радећи за Грифита, добија доказе о његовој умешаности у смрт родитеља близанаца, али њу сумњичаво примећује Кара, Грифитов пратилац, која је вешта са хладним оружјем и у борилачким вештинама.
Одлучујући да прислушкују Данијелин и Чедов телефонски разговор, Грифит и Зенг сазнају за њихове планове, а затим пронађу кућу у којој се осветници крију и нападају је, ухвативши Френка и Данијелу. Близанци, који су се у том тренутку коначно посвађали због Алексове љубоморе, поново се удружују и инфилтрирају се на брод на којем, како сазнају, Грифит и Зенг држе таоце.
На броду и на пристаништу одвија се последња битка током које близанци убијају Грифита, Зенга, Кару и Муна и ослобађају Френка и Данијелу, након чега се, загрљени, коначно помире.

## Улоге
| Глумац           | Улога                             |
| ---------------- | --------------------------------- |
| Жан-Клод ван Дам | Чед Вагнер/Алекс Вагнер           |
| Боло Јен         | Мун                               |
| Џефри Луис       | Френк                             |
| Алан Скарф       | Најџел Грифит                     |
| Филип Чен        | Рејмонд Зенг                      |
| Кори Еверсон     | Кара                              |
| Елона Шоу        | Данијел                           |
| Енди Армстронг   | Пол Вагнер                        |
| Сара-Џејн Варли  | Кетрин Вагнер                     |
| Камел Крифа      | менаџер у Алексовом махџонг клубу |
| Питер Малота     | Грифитов телохранитељ са мамузама |
| Еван Лури        | Зенгов дугокоси телохранитељ      |
| Џули Стрејн      | Чедова ученица                    |
| Дејвид Лиа       | каратиста                         |